# Ciutat santa

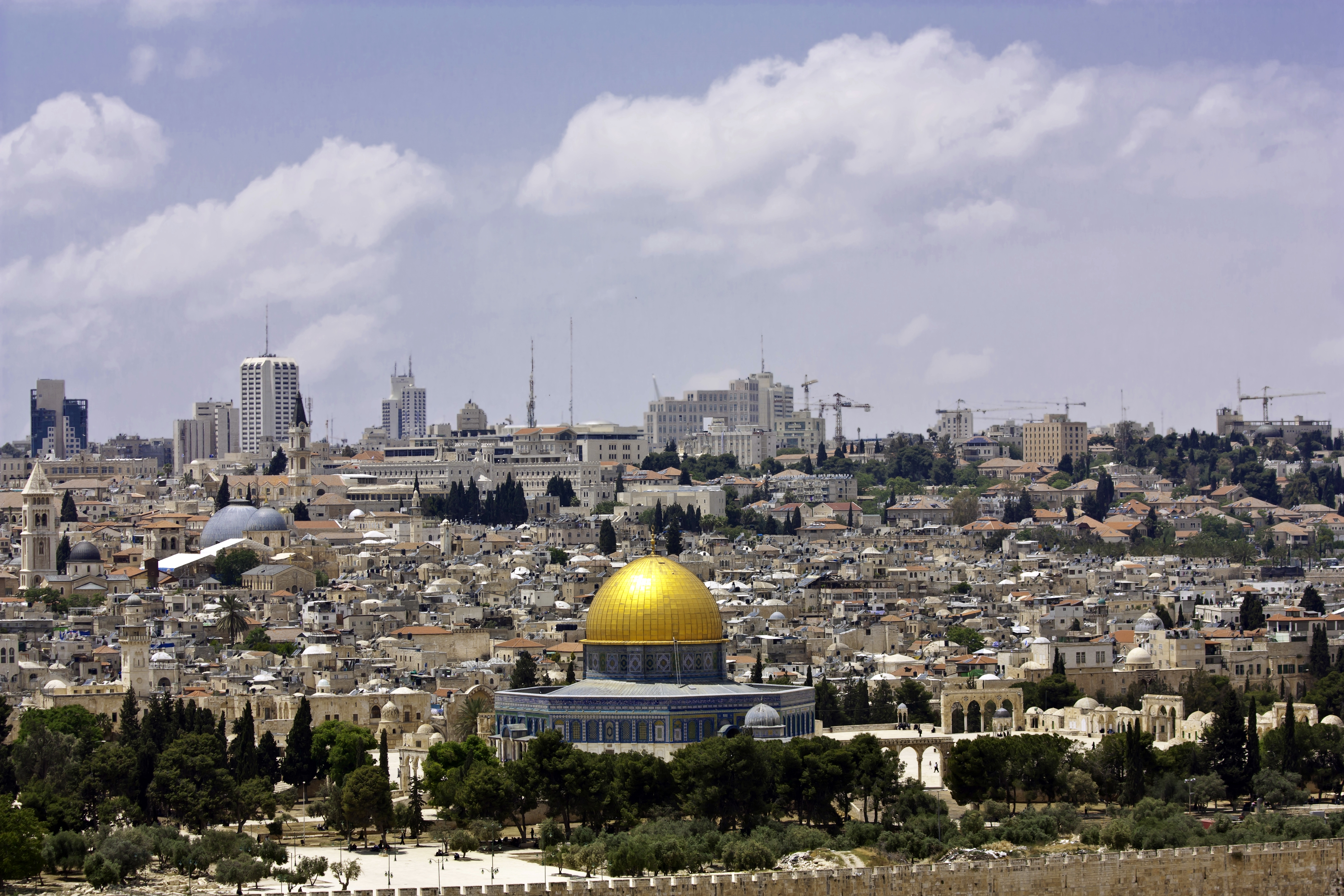
Jerusalem, ciutat sagrada per a les religions abrahàmiques

Ciutat santa o ciutat sagrada és un terme aplicat a moltes ciutats, totes elles fonamentals per a la història o la fe de religions específiques. Dins d'aquestes ciutats, generalment, hi ha almenys un complex religiós (moltes vegades contenint un edifici religiós, seminari, santuari, residència del líder clergue de la religió i /o edificis del lideratge religiós), que constitueix una important destinació de pelegrinació cap a la ciutat, especialment per a grans cerimònies i esdeveniments. La ciutat santa és una ciutat simbòlica, representant atributs que són a part de les seves característiques naturals. Els especialistes en publicitat han suggerit que les ciutats sagrades poden ser les marques més antigues de la història de la humanitat, perquè tenen un alt valor per a la captació d'adeptes religiosos.

## Ciutats sagrades
Entre aquests llocs sagrats hi ha:
- Amritsar (sikhisme).
- Benarés (hinduisme).
- Caravaca de la Cruz (cristianisme).
- Dwarka (hinduisme).
- Hebron (islam, judaisme).
- Jerusalem (cristianisme, islam, judaisme).
- Kairuan (islam).
- Karbala (islam xiïta).
- Kurukshetra (hinduisme).
- La Meca (islam).
- Lhasa (budisme).
- Mashad (islam xiïta).
- Medina (islam).
- Najaf (islam xiïta).
- Qom (islam xiïta).
- Ranakpur (jainisme).
- Roma (cristianisme).
- Safed (judaisme).
- Santiago de Compostel·la (cristianisme).
- Teotihuacan (toltequitat).
- Tiberíades (judaisme).
- Vrindavan (hinduisme).
- Cuzco (andinisme).
- Sant Toribi de Lièbana (cristianisme).
- Urda (cristianisme).